# Mali Radić
Mali Radić (en serbe cyrillique : Мали Радић) est un village de Bosnie-Herzégovine. Il est situé dans la municipalité de Bosanska Krupa, dans le canton d'Una-Sana et dans la fédération de Bosnie-et-Herzégovine. Selon les premiers résultats du recensement bosnien de 2013, il compte 121 habitants.

## Démographie

### Évolution historique de la population
| 1948 | 1953 | 1961 | 1971 | 1981 | 1991 | 2013 |
| ---- | ---- | ---- | ---- | ---- | ---- | ---- |
| -    | -    | 371  | 299  | 250  | 249  | 121  |

|  |